# 日比野清実
日比野 清実（ひびの きよざね）は、戦国時代の武将。美濃国結城（むすぶじょう）主。斎藤氏の家臣。下野守を称した。

## 略歴
竹腰尚光・長井衛安・安藤守就・日根野弘就・氏家卜全とともに「斎藤六宿老」と称された。
永禄4年5月13日、織田信長が美濃に侵攻した際、長井衛安とともに織田勢を迎え撃つが（森部の戦い）、恒川久蔵によって討ち取られた。
その死後、一族は同族で織田氏に仕える日比野六大夫の庇護下に入り、清実の妻、おつやの方は織田家に戻り、政略結婚を繰り返した。
嫡男として、父と同じ下野守を名乗った実名不詳の息子がおり、豊臣秀次事件に連座して自害し、秀次に嫁いでいた娘の於和子も18歳の若さで処刑され、秀次との間の嫡男豊臣仙千代丸も処刑された。